# Tinna Backlund
Pour les articles homonymes, voir Backlund.
Tinna Backlund, née le 16 juillet 1965 à Kungälv, est une joueuse de squash représentant la Suède. Elle est championne de Suède à deux reprises en 1985 et 1987.

## Biographie
Elle est née et a grandi à Kungälv, à deux kilomètres au nord de Göteborg. Elle commence le squash à l'âge de quinze ans dans le cadre d'un job étudiant où elle est à la réception d'un club de squash. Elle est une junior brillante, sélectionnée quatre années consécutives dans l'équipe nationale junior. Elle participe au championnat du monde 1987 où elle passe le premier tour.

## Palmarès

### Titres
- Championnats de Suède : 2 titres (1985, 1987)